# Classifications en astronomie
De nombreux types d'objets sont définis en astronomie ; diverses classifications sont donc définies pour chacun d'eux.
La liste suivantes présente grosso modo les classifications des grandes échelles vers les plus petites échelles :
- Amas de galaxies : classification de Bautz et Morgan
- Classification des noyaux actifs de galaxies
- Classification des galaxies :
  - Classification de Hubble
  - Classification de Vaucouleurs
- Classification stellaire : type spectral et classe de luminosité
- Types de planètes et Classification des systèmes planétaires